# Евсевий (епископ Неаполя)
Евсевий (лат. Eusebius, итал. Eusebio; умер в 648) — епископ Неаполя (646—648).

## Биография
Основной исторический источник о Евсевии — написанная на рубеже VIII—IX веков анонимным автором первая часть «Деяний неаполитанских епископов».
О происхождении и ранних годах жизни Евсевия сведений не сохранилось. Он взошёл на епископскую кафедру Неаполя после скончавшегося в 646 году Грациоза. Согласно средневековым источникам, его кандидатуру предложил неаполитанцам папа римский Теодор I.
В «Деяниях неаполитанских епископов» утверждается, что Евсевий был епископом шесть лет. Однако это свидетельство ошибочно, так как в 649 году Неаполитанской епархией управлял уже святой Леонтий. Возможно, что Евсевий скончался ещё в 648 году. За время своего нахождения на епископской кафедре он не успел совершить каких-либо значительных деяний.